# Leioproctus platycephalus
Leioproctus platycephalus là một loài Hymenoptera trong họ Colletidae. Loài này được Cockerell mô tả khoa học năm 1912.

## Hình ảnh

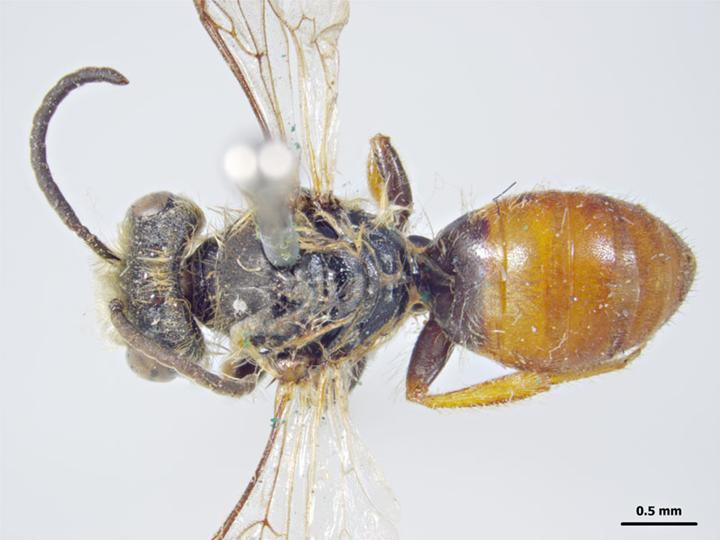